# Hiếu Tử
Hiếu Tử là một xã cũ thuộc huyện Tiểu Cần, tỉnh Trà Vinh, Việt Nam.

## Địa lý
Xã Hiếu Tử nằm ở phía bắc huyện Tiểu Cần, có vị trí địa lý:
- Phía đông giáp huyện Châu Thành
- Phía tây giáp xã Hiếu Trung
- Phía nam giáp xã Phú Cần và xã Tập Ngãi
- Phía bắc giáp huyện Càng Long.

Xã Hiếu Tử có diện tích 26,38 km², dân số năm 2022 là 12.056 người, mật độ dân số đạt 457 người/km².

## Hành chính
Xã Hiếu Tử được chia thành 7 ấp: Chợ, Kinh Xáng, Lò Ngò, Ô Đùng, Ô Trao, Ô Trom, Tân Đại.

## Lịch sử
Năm 1965, Bộ Nội vụ ban hành Nghị định số 184-NV về việc thành lập xã Hiếu Tử.
Ngày 11 tháng 3 năm 1977, Hội đồng Chính phủ ban hành Quyết định số 59-CP về việc sáp nhập xã Hiếu Tử của huyện Tiểu Cần mới giải thể vào huyện Càng Long quản lý.
Ngày 29 tháng 9 năm 1981, Hội đồng Bộ trưởng ban hành Quyết định số 98-HĐBT về việc sáp nhập xã Hiếu Tử thuộc huyện Càng Long vào huyện Tiểu Cần mới thành lập quản lý.
Ngày 3 tháng 10 năm 1996, Chính phủ ban hành Nghị định số 57-CP về việc thành lập xã Hiếu Trung trên cơ sở điều chỉnh một phần diện tích và dân số của xã Hiếu Tử.
Ngày 2 tháng 10 năm 2020, Bộ Xây dựng ban hành Quyết định số 1298/QĐ-BXD về việc công nhận thị trấn Tiểu Cần mở rộng (gồm thị trấn Tiểu Cần và một phần các xã Hiếu Tử, Phú Cần, Tân Hòa, Tân Hùng) là đô thị loại IV.